# Regius Professor of Physic (Cambridge)
Der Regius Professorship of Physic ist eine Regius Professur für Medizin und eine der ältesten Professuren an der Universität Cambridge. Die Bezeichnung Physic ist ein veraltetes englisches Wort für Medizin. Die Professur wurde 1540 wie die Regius Professuren für Hebräisch, Theologie, Griechisch und Jura durch Heinrich VIII. (England) eingerichtet und der Inhaber werden vom amtierenden britischen Monarchen durch ein Letters Patent ernannt.
Heinrich stiftete gleichzeitig einen ebensolchen Satz an Professuren für die University of Oxford. Die dortige Professur wurde inzwischen umbenannt in Regius Professor of Medicine. 1741 stiftete Georg II. eine weitere Professur an der Universität Dublin, den Regius Chair of Physic. Darüber hinaus bestehen an verschiedenen Universitäten weitere Regius Professuren für Medizin, darunter die älteste Regius Professur, der 1497 durch Jakob IV. gestiftete Regius Chair of Medicine an der University of Aberdeen. Keine dieser Professuren wurde aber als Chair of Physic bezeichnet.

## Geschichte der Professur

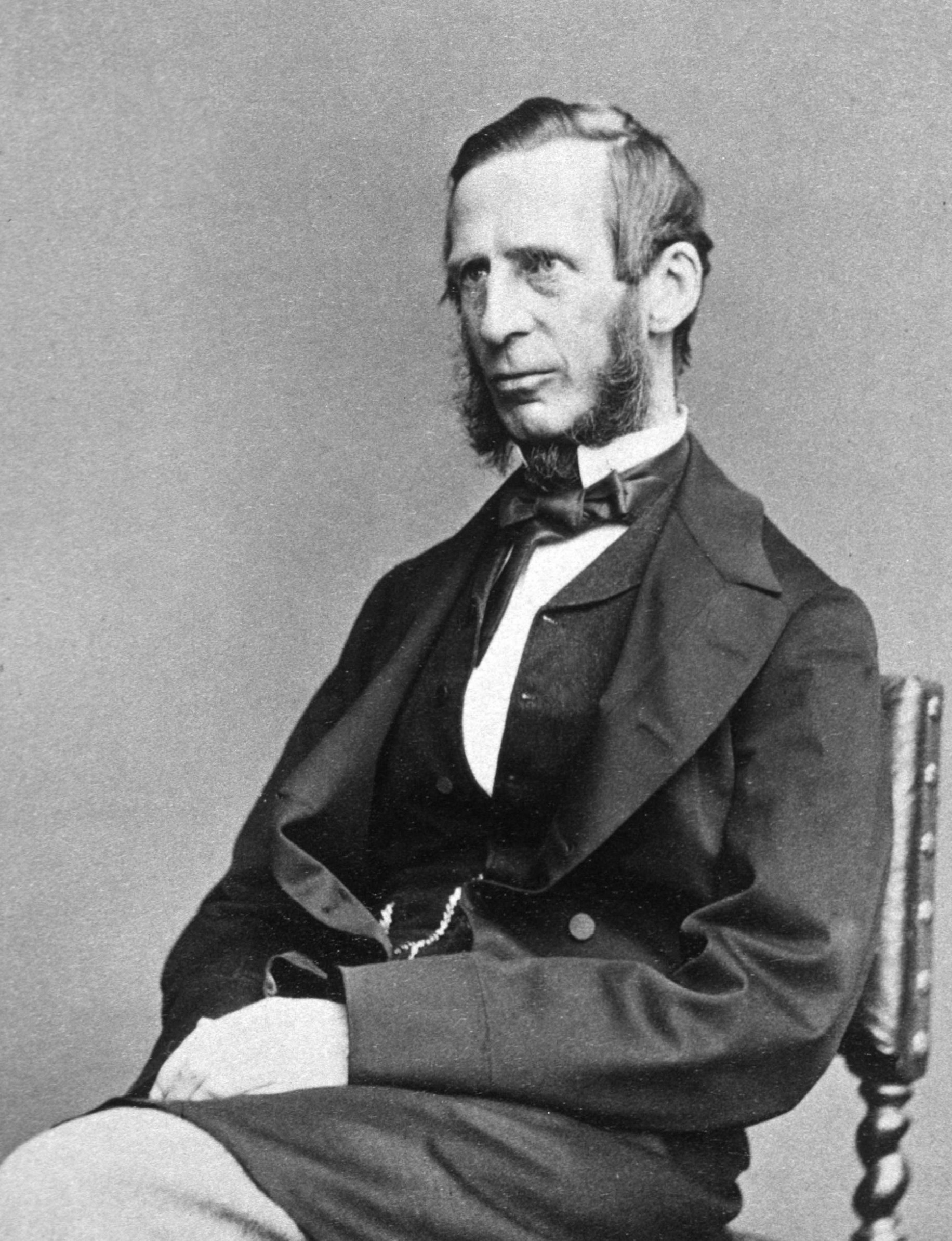
George Edward Paget (1867)

Nach der Lossagung von der Kirche in Rom bemühte sich Heinrich VIII. darum, die Abhängigkeit von Rom zu reduzieren. Ein Mittel waren die Professuren an den wichtigsten Universitäten des Landes, die in Gebieten besonderen Interesses vergeben wurden. Die Bezahlung aus der königlichen Kasse machte die Positionen anfällig für Nepotismus und eine lange Zeit waren diese Professuren tatsächlich mehr Sinekuren als Zentren wissenschaftlicher Arbeit. Trotzdem gab es auch einige hervorragende Mediziner auf dem Lehrstuhl, der andererseits häufig den Namen „Lehrstuhl“ nicht verdiente.
Bei der Gründung des Lehrstuhls repräsentierte dieser die gesamte medizinische Abteilung der Universität. Das änderte sich erst 1707, als der Lehrstuhl für Anatomie gegründet wurde. Die 1524 am St. John’s College gegründete Linacre-Professur (nach Thomas Linacre (1460–1524)) hatte kaum Bedeutung für die Lehre der Medizin. Die Regius Professoren der damaligen Zeit waren häufig außerhalb von Cambridge tätig und verrichteten ihre Arbeit nicht an der Universität. Der erste Professor für Anatomie, der 1707 ernannte George Rolfe, wurde 1728 wegen häufiger Abwesenheit seines Amtes enthoben. Andererseits sollte man wegen der fehlenden Vorlesungen nicht vermuten, dass es keine Ausbildung gab. Diese lag eher in der praktischen Arbeit in den verschiedenen Colleges der Universität, bei Tutoren und in der praktischen Arbeit, ohne die einige der hervorragenden Ärzte nicht erklärbar wären, als die sich einige herausstellten. Aber die Universität selbst war nicht Ort der Lehre. Zwischen 1660 und 1760 konnte ein Student eine medizinische Ausbildung auf hohem Niveau erreichen. Ab 1730 erforderte eine solche Ausbildung in Cambridge aber erhebliche Eigeninitiative des Studenten. Cambridge und Oxford gingen für rund ein Jahrhundert in eine Periode des Niedergangs. Der Stand der Ausbildung war so schlecht, dass Studenten Cambridge verlassen mussten, um Medizin zu erlernen. Cambridge verlieh seine begehrten Doktortitel auf der Basis von persönlichen Beurteilungen.
Um 1800 begann sich dieser Zustand langsam zu wandeln. John Haviland, Professor von 1817 bis 1851, legte als Professor für Anatomie größten Wert auf wissenschaftlich fundierte Arbeit. In dieser Funktion hatte er zum ersten Mal in der Geschichte Cambridges regelmäßige Vorlesungen in Anatomie gehalten. Als er 1817 den Lehrstuhl der Anatomie gegen den des Regius Professors tauschte, führte er regelmäßige Vorlesungen in Pathologie und Praxis der Medizin ein. Die von ihm eingeführte Prüfungsordnung machte ein Ende mit den zuvor verwendeten Beurteilungen, die nur allzu oft nicht auf Fakten beruhten. Und wo Mindestleistungen gefordert wurden, da konnte sich Leistung durchsetzen. Die Qualität der Ausbildung und der Ausgebildeten stieg.
Haviland folgte Henry John Hayles Bond nach und seiner Amtszeit verdankt die Universität einen Teil ihres guten Rufs. Er verabscheute Zeremoniell und legte allerhöchsten Wert auf sparsame Sachlichkeit, mit welcher er auch den Lehrstoff auf dem damals aktuellsten Niveau anbot. Wie sein Vorgänger hielt er Leistung für das allein ausschlaggebende Kriterium bei der Titelvergabe.
Im ausgehenden 19. Jahrhundert übernahm Großbritannien die wissenschaftliche Führungsrolle von den deutschen Medizinern. Im Zentrum der Entwicklung in Cambridge stand George Edward Paget, der häufig an der Seite von Michael Foster auf eine Stärkung der medizinischen Fakultät hinarbeitete. Um Paget und Foster versammelten sich Wissenschaftler, die schlussendlich die School of Medicine begründeten. Von einer kleinen Fakultät in 1870 entwickelte sich Cambridge bis 1884 zur zweitgrößten in Großbritannien.
Auf Paget folgte Thomas Clifford Allbutt, der sich entgegen der Widerstände der lokalen Mediziner mit organisatorischen und technischen Innovationen Weltruhm erarbeitete. Hatte Paget noch die Visite zum Lehrstoff gemacht, brachte Allbutt robuste Fieberthermometer ans Krankenbett und in die Diagnostik ein.
Heute ist der Inhaber der Professur auch der Leiter der medizinischen Fakultät (School of Medicine) und Direktor der Cambridge University Health Partners, der Universitätsklinik.

## Liste derRegius Professors of Physic
| Name                            | Namenszusatz                                                          | von           | bis           | Anmerkungen |
| ------------------------------- | --------------------------------------------------------------------- | ------------- | ------------- | --- |
| John Blyth:128/129              |                                                                       | 1540          | 1554          | Blyth war seit 1520 an der Universität, erlangte 1528 seinen M.A. und reiste längere Zeit in Europa, bis ihm 1533 an der Universität Ferrara ein Doktortitel in Medizin verliehen wurde.:128/129 Dieser wurde wohl bei seiner Ernennung begrüßt, viel wichtiger aber schien seine Ehe mit Alice gewesen zu sein, der Schwester von Sir John Cheke, dem ersten Regius Professor of Greek in Cambridge.:128/129 Zwar wurde er 1540 auf den Stuhl berufen, aber seine Ernennung bezeichnet ihn als Reader of Medicine, nicht als Professor.:128/129 Am 11. Mai 1554 wurde er schließlich mit Letters Patent die Regius-Professur zugesprochen, aber er gab den Lehrstuhl noch im gleichen Jahr auf.:128/129 |
| John Hatcher                    |                                                                       | 1554          |               | Hatcher war Vater des Privatgelehrten und Schriftstellers Thomas Hatcher (verstorben 1583). Hatchers Tochter heiratete Thomas Lorkyn (s. u.). |
| Henry Walker                    | M.D.                                                                  | 1555          |               | Nach Blythe war Walker der letzte, der einen Doktorabschluss vom Kontinent vorweisen konnte. Nach ihm erhielten fast alle Regius Professoren auf diesem Lehrstuhl bis nach 1850 ihre Ausbildung in Cambridge. |
| Thomas Lorkyn                   | M.D.                                                                  | 21. Apr. 1564 | 1. Mai 1591   | Abgesehen von dem durch ihn durchgeführten Obduktionen in Cambridge ist wenig über Lorkyn (auch Lorkin) bekannt. Nach einer erfolgreichen Karriere an der Universität folgte er Henry Walker auf den Lehrstuhl und hielt diesen für 29 Jahre. Im Verlauf seines Lebens sammelte er eine umfangreiche Bibliothek an, die er der Universitätsbibliothek hinterließ. |
| William Ward:137                | M.A., M.D.                                                            | 1591          |               | Ward musste seine Professur mit seinem Nachfolger William Burton teilen.:138 Das mag an einem Missverständnis liegen, da er zusätzlich Physician to the Queen Elizabeth I. war.:138 Zudem scheint König Jakob I. den Titel Regius Professor of Phyisc falsch verstanden haben.:138 Ward war mehr Akademiker als Arzt und fertigte viel beachtete Übersetzungen aus dem Französischen und dem Latein an, wobei er auch nicht-medizinische Themen übernahm, beispielsweise astrologische und astronomische Übersetzungen des Arcandam.:138 |
| William Burton:139/140          | M.D.                                                                  | 1596          |               | Burton hatte bis zu seiner Aufnahme im King’s College den gleichen Werdegang wie sein Vorgänger Ward.:139/140 Im College allerdings fiel er durch Nachlässigkeiten auf und wurde mehrfach ermahnt, sein Verhalten zu verändern.:139/140 Ward war mit Burton gemeinsam zum „Reader“ berufen worden und hielt die Professur nach Wards Tod bis zu seinem eigenen Tod 1623.:139/140 |
| John Gostlyn:140                | M.D.                                                                  | 1623          | 25. Okt. 1625 | Gostlyns Name wird auch als John Gosling oder Gostlin:140 angegeben. Gostlyn wurde nach dem Tod des Leiters des Caius College zum neuen Leiter gewählt. Weil es aber einige Missstimmen gab, wurde ihm Dr. Branthwayt vorgezogen. Gostlyn ging daraufhin nach Exeter, und diente auch 1614 als Mitglied des Parlaments für den Bezirk Barnstaple. Als Brranthwayt starb, wurde Gostlyn erneut gewählt und 1623 wurde ihm die Professur übertragen. Gostlyn hielt die Professur bis zu seinem Tod, der im Dictionary of National Biography allerdings mit 1625 angegeben wird. |
| John Collins:144                | M.D., F.R.C.P.                                                        | 1625          | 1634          | Als erster Regius Professor wurde Collins Fellow des Royal College of Physicians in London.:144 Dabei hatte er William Harveys Entdeckung des Blutkreislaufs in eigenen Werken völlig ignoriert und während einer Pestepidemie in Cambridge die Zulassungsbedingungen für die Zulassung von Ärzten soweit reduziert, dass er offen der Korruption beschuldigt wurde.:144 |
| Ralph Winterton:146             | M.D.                                                                  | 1635          | 1636          | Winterton war ein gelehrter Mann mit rüden Umgangsformen, die ihn mehrfach in Konflikt mit Kollegen brachten.:149 Er veröffentlichte die Aphorismen des Hippokrates in von ihm geschriebenen griechischen Versen und lateinisch durch John Fryer.:149 Er schrieb noch weitere literarische Werke, aber keine einzige medizinische Arbeit aus seiner Feder ist bekannt.:150 Am 13. September 1636 verstarb er überraschend 36-jährig.:146 |
| Francis Glisson:151             | M.D., P.R.C.P., F.R.S.                                                | 1636          | 14. Okt. 1677 | Glisson hatte seine wissenschaftliche Karriere auf völlig anderem Gebiet begonnen und beispielsweise Griechisch gelehrt.:152 Erst relativ spät wandt er sich der Medizin zu und erlangte 1634 seine M.D.:152 1635 wurde er schon zum Fellow des Royal College of Physicians in London berufen.:152 In seinen Werken Tractatus de Natura Substantiae energeticae (1672) und De Ventriculo et Intestinis (1677) antizipierte er um fast ein Jahrhundert moderne Erkenntnisse der Muskelphyiologie.:152 In Anatomia hepatis beschreibt Glisson die später nach ihm benannte Glissonsche Trias. |
| Robert Brady:156                | M.D., F.R.C.P.                                                        | 1677          |               | 1680 wurde Brady zum Fellow des Royal College of Physicians. Er war königlicher Leibarzt und für die Universität Mitglied des Parlaments 1681 und erneut 1685–1687. Er war der 22. Leiter des Gonville and Caius College der Universität (1660 bis 1700). Sein einziger schriftlicher Beitrag zur medizinischen Wissenschaft war die Epistle to Sydenham, aber seine Bedeutung als Forscher geht weit über dieses Schriftstück hinaus. J. G. A. Pocock nennt Brady a principal agent in bringing English historical method out of its mediaeval and into its modern period (ein wesentlicher Vertreter, der die angestammte englische Methodik in die Moderne brachte). |
| Christopher Green               | M.D.                                                                  | 1700          |               | |
| Russell Plumptre:161            | M.D., F.R.C.P.                                                        | 1741          | 1793          | Plumptre entstammte einer Familie von Medizinern, sein Vater, Henry (gest. 1746), war von 1740 bis 1745 sogar Präsident des Royal College of Physicians.:161 Nach dem Tod Greens wurde Plumptre auf den Lehrstuhl berufen.:161 Obwohl er den Lehrstuhl schon mit 32 Jahren übernahm, sind keine schriftlichen Arbeiten von ihm bekannt.:162 |
| Isaac Pennington                | M.D.                                                                  | 1793          |               | Pennington hatte vor der Übernahme der Professur schon ab 1773 als Professor für Chemie gelehrt. Diese Professur gab er auf, um die Regius Professur zu übernehmen. |
| John Haviland                   | M.L., M.D.,                                                           | 1817          | 8. Jan. 1851  | Haviland hatte 1814 die Anatomie-Professur in Cambridge übernommen und verließ diesen Lehrstuhl 1817, um die Regius Professur zu übernehmen. Er war der erste Professor, der regelmäßig Kurse in Pathologie und medizinischer Praxis anbot. Darüber hinaus führte er ein formales Curriculum ein und eine Prüfungsordnung anstelle allgemeiner Vorgänge. Außer einer Zusammenfassung seiner Anatomievorlesung hinterließ er keine schriftlichen Werke. |
| Henry John Hayles Bond          | M.D.                                                                  | 1851          | 1872          | Bond hatte in Cambridge, London, Edinburgh und Paris studiert. Seinen Doktortitel erhielt er vom Corpus Christi College. Er betrieb eine große Praxis in Cambridge, die er noch vor seinem Rückzug vom Amt aufgab. Außer einer hervorragenden Zusammenfassung seiner Vorlesungen hinterließ Bond keine schriftlichen Arbeiten. Bonds Amtszeit auf dem Lehrstuhl verdankt die Universität einen Teil ihres guten Rufs. Er verabscheute Zeremoniell und legte allerhöchsten Wert auf sparsame Sachlichkeit, mit welcher er auch den Lehrstoff auf dem damals aktuellsten Niveau anbot. |
| George Edward Paget             | K.C.B., M.D., F.R.C.P., F.R.S.                                        | 1872          | 16. Jan. 1892 | 1842 erreichte Paget, dass die Universität Cambridge als erste Universität des Vereinigten Königreichs Visiten im Lehrstoff aufnahm, eine Praxis, die inzwischen an keiner Universität mehr fehlt. Paget gilt nach Glisson als die herausragende Persönlichkeit auf dem Lehrstuhl. 1872 wurde mit einem Ehrendoktortitel der University of Oxford geehrt, 1885 als Knight Commander of the Order of the Bath ausgezeichnet und sollte 1887 die Universität im Parlament vertreten, was er aus Gesundheitsgründen allerdings ablehnte. |
| Thomas Clifford Allbutt         | M.D., F.R.C.P., F.R.S.                                                | 1892          | 1924          | Allbutt war der erste nicht aus Cambridge oder der näheren Umgebung stammende Mediziner, der die Professur übernahm. Die lokalen Mediziner nahmen das übel, und verhinderten für acht Jahre, dass er Kranke im Addenbrooke’s Hospital besuchen konnte. In dieser Zeit verfasste er den späteren Lehrbuch-Klassiker System of Medicine. 1881 schrieb Allbutt The Ophthalmoscope in Medicine, in dem er die Verwendung des durch Charles Babbage erfundenen Geräts für die Medizin beschrieb. Das Ophthalmoskop ist inzwischen eine unersetzliche Hilfe bei der Untersuchung des Auges, da so Blutgefäße und Nerven zum ersten Mal in situ beobachtet werden konnten. Ebenfalls auf Allbutt geht die Entwicklung von klinischen Fiberthermometern zurück, deren Vorgänger zerbrechliche Geräte waren, die kaum für den Einsatz außerhalb von Krankenhäusern geeignet waren. Allbutt wurde mit Ehrendoktortiteln aus Cambridge, Oxford, Glasgow, Dublin, Victoria, Leeds, McGill und Toronto geehrte.                               |
| Humphry Davy Rolleston          | M.D.                                                                  | 1925          | 1932          | Rollston entstammte einer Familie von Medizinern und Chemikern. Er war mütterlicherseits mit Humphry Davy verwandt. Sein Vater, George Rolleston, war Professor für Medizin an der University of Oxford. Er sammelte über ein Dutzend Ehrendoktortitel von britischen, europäischen und amerikanischen Universitäten und wurde für seine Leistungen in der Royal Navy und der Royal Air Force geadelt. |
| Walter Langdon-Brown            | M.A., M.D., F.R.C.P.                                                  | 1932          | 1935          | Nach seinem Studium hatte Langdon-Brown verschiedene Stellungen inne, diente im zweiten Burenkrieg in einem Hospital in Pretoria, bevor er im Ersten Weltkrieg als Mediziner wirkte. |
| John Alfred Ryle                |                                                                       | 1935          | 1942          | Ryle hinterfragte als einer der ersten die Sinnhaftigkeit der Medizin, die mehr mit der Heilung von Krankheiten befasst war, als mit dem Verhindern der Erkrankung. Seine Lösung war es, die Medizin wieder als humanistische Wissenschaft zu etablieren, und sich von der Apparatemedizin zu differenzieren, die damals freilich noch nicht so genannt wurde. |
| Lionel Ernest Howard Whitby     | C.V.O., M.C., M.A., M.D., F.R.C.P.                                    | 1945          |               | Whitby studierte Medizin in Cambridge, obwohl er durch den Verlust seines Beines im Ersten Weltkrieg erheblich behindert war. Trotz dieser Behinderung wurde er schnell zu einem der führenden Pathologen. Seine wissenschaftliche Arbeit befasste sich mit Hämatologie, die er mit seinem Disorders of the Blood (gem. mit C. J. C. Britton) „vom Aberglauben zur Wissenschaft erhob“. Anfangs des Zweiten Weltkrieges wurde der damalige Oberst der Streitkräfte gebeten, den Transfusionsservice zu organisieren. In dieser Funktion organisierte er die Versorgung der Truppen von der Infusion in Feldhospitälern über die Transportkette im Feld, über Meer und an Land, die Vorbereitung des Versands sowie die Organisation der Blutspende als organisierte Kette von Prozessen. Seinen Bemühungen verdanken zahllose Soldaten ihr Leben, die ohne die zuverlässige Versorgung mit Blut gestorben wären. 1945 wurde er auf die Professur berufen.                                                                        |
| Joseph Stanley Mitchell         | C.B.E., M.A., Ph.D., D.M.R., F.R.S., F.F.R., F.R.C.P., M.D., F.R.C.R. | 1957          | 1974          | Mitchell wurde sein Doktortitel für die Erforschung der Strahlenwirkung auf Gewebe verliehen. Seine Affinität für Physik definierte seinen Werdegang als Radiologe. Anfangs des Zweiten Weltkriegs übernahm er eine Station in Cambridge, wechselte dann 1943 nach Kanada, wo er im gemeinsamen Forschungslabor der kanadischen und britischen Streitkräfte arbeitete. In dieser Zeit erkannte er das Potenzial von Kobalt-60 zur Bestrahlung von Tumoren. Seine dahingehende Empfehlung führte zur weltweiten Verbreitung der Methode. Er kehrte nach Cambridge zurück, wo er von 1946 bis 1957 den Lehrstuhl für Radiologie hielt. 1957 wurde ihm schließlich die Regius Professur angeboten. Mitchell arbeitete weiter in der Erforschung und der Behandlung von Krebserkrankungen. 1974 schließlich zog er sich von der Regius Professur zurück, um einem jüngeren Mann den Weg zu ebnen, der die ersten klinischen Studenten an der University of Cambridge ausbilden sollte. 1976 zog er sich völlig aus der Lehre zurück. |
| William John Hughes Butterfield | O.B.E.                                                                | 1975          | 1987          | 1958 wurde Butterfield als jüngster Professor für Medizin in London für das Fach „experimentelle Medizin“ an das Guy’s Hospital berufen. Die nächsten dreizehn Jahre verbrachte er mit der Erforschung der Diabetes, die er für viel zu häufig nicht diagnostiziert hielt. So entwickelte er Schnelltests und Medikamente, die viele Nebenwirkungen der Erkrankung linderten. 1971 übernahm er die Vizekanzlerschaft an der University of Nottingham, wo er eine klinische Schule aufbaute. Seinem Erfolg in dieser Unternehmung verdankte er die Ernennung zur Regius Professur in Cambridge, wo eben eine solche Schule aufgebaut werden sollte. |
| David Keith Peters              | F.R.S., F.Med.Sci; F.R.C.P.; F.R.C.P.E., F.R.C.Path., F.L.S.W         | 1987          |               | Peters vertrat den Standpunkt, dass ein akademisches Institut an der Qualität der Leute gemessen werden sollte, die das Institut verließen. Seine Leistungen wurden mit seiner Adelung, seiner Berufung zum Fellow der Royal Society und anderen Ehrungen gewürdigt. |
| John Gerald Patrick Sissons     |                                                                       | 2005          | 2012          | Als Peters die Regius Professur übernahm, hatte er darauf bestanden, dass Sissons die Professur in Medizin übertragen wurde. Sissons hatte in seinen Forschungen zur Nierenheilkunde und zu Infektionserkrankungen Neuland betreten. |
| Patrick Henry Maxwell           |                                                                       | 2012          |               | Maxwell gewann ein Stipendium für Eton und später für ein Studium an der University of Oxford. Er erlernte die medizinische Praxis im St. Thomas’s Hospital, London, wo er sich auch für das Gebiet der Nieren zu interessieren begann. Auf dem Gebiet der Nierenerkrankungen feierte er die größten Erfolge und dort setzt er auch als Regius Professor seine Forschungen unbeirrt fort. |